# Club de Básquetbol Tecolotes de la UAG
I Tecolotes de la UAG sono stati una società cestistica con sede a Guadalajara, in Messico. Fondati nel 1982, giocavano nella Liga Nacional de Baloncesto Profesional.
Disputavano le partite interne nel Gimnasio Universitario de la UAG.